# Marie-Madeleine Fourcade

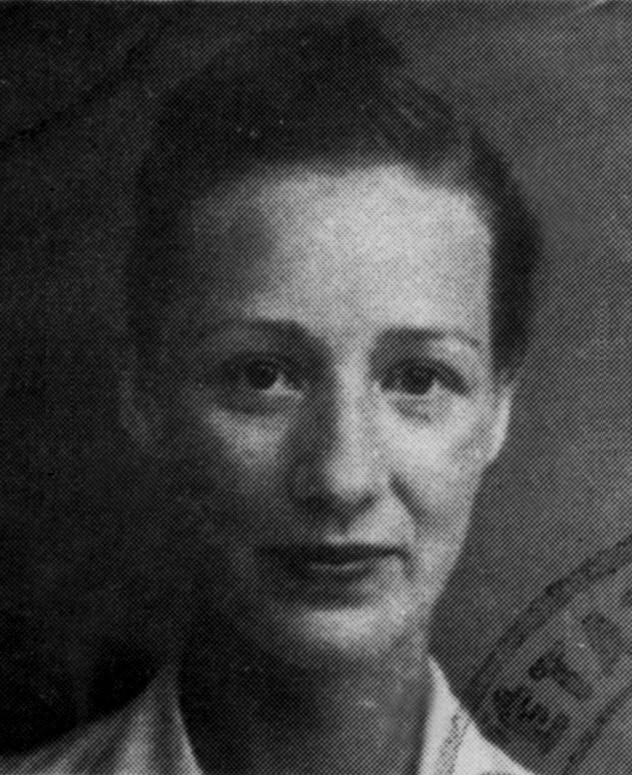
Marie-Madeleine Fourcade im Jahr 1944

Marie-Madeleine Fourcade (* 8. November 1909 in Marseille als Marie Madeleine Bridou; in erster Ehe Marie-Madeleine Méric; † 20. Juli 1989 in Paris) war eine französische Widerstandskämpferin bzw. Geheimagentin der Résistance und des MI6 und von Oktober 1980 bis September 1981 Mitglied des Europäischen Parlaments.
Unter dem Decknamen Hérisson (übersetzt Igel) sowie POZ 55 war sie Nachfolgerin des verhafteten Georges Loustaunau-Lacau als Leiterin des rechten französischen Widerstandsnetzwerks Réseau Alliance innerhalb der Résistance während der deutschen Besetzung Frankreichs im Zweiten Weltkrieg.

## Leben

### Kindheit, Jugend und frühes Erwachsenenalter
Geboren in Marseille, wuchs sie in Shanghai auf, wo ihr Vater eine Stelle beim französischen Seeverkehrsdienst innehatte. Dort erwarb sie einen Führer- und Pilotenschein.
In jungem Alter heiratete sie den späteren Oberst Édouard Méric, mit dem sie eine Weile in Marokko lebte und mit dem sie zwei Kinder bekam; doch wegen einer Entfremdung des Paares sah sie ihre Kinder jahrelang nicht.

### Résistance
1936 lernte Fourcade den ehemaligen französischen Geheimdienstoffizier, Major Georges Loustaunau-Lacau mit dem Codenamen Navarre kennen. Mit Georges Loustaunau-Lacau arbeitete Marie-Madeleine an der Zeitschrift L’ordre national, einem Geheimdienstjournal. Georges glaubte, Spionage sei für die Kriegsanstrengungen von entscheidender Bedeutung. Er rekrutierte Marie-Madeleine für ein Netzwerk von Spionen und für die Arbeit an L’ordre national. Zu diesem Zeitpunkt war sie kaum 30 Jahre alt. Ihre erste Mission nach der Besetzung Frankreichs war, das unbesetzte Frankreich in Sektionen aufzuteilen und dann Informanten in den zuvor aufgeteilten Gebieten anzuwerben. Ein Beispiel für ihren Spionageerfolg war ihre Agentin Jeannie Rousseau, die einem Wehrmachtsoffizier Informationen über das als geheim geltende Raketenprogramm der Wehrmacht entlockte. Darunter waren Auskünfte über die V2-Rakete und deren Erprobung in Peenemünde.
Im Juli 1941, etwas mehr als ein Jahr nach der deutschen Invasion, wurde Georges verhaftet und zu zwei Jahren Gefängnis verurteilt. Georges hatte Marie-Madeleine für den Fall seiner Festnahme als Nachfolgerin ernannt, die seine Arbeit fortsetzte. Ende 1942, als der von Vichy regierte Teil Frankreichs ebenfalls von Deutschland besetzt war, floh sie nach London, wo sie vom britischen Geheimdienst angeworben wurde und unter dem MI6-Offizier Kenneth Cohen, der mit dem französischen Geheimdienst (Direction Générale des Etudes et Recherches) sowie mit der Special Operations Executive in Kontakt stand, angestellt war. So kehrte sie noch während des Krieges als MI6-Agentin nach Frankreich zurück, um sich der Résistance ihres Spionagenetzwerkes anzuschließen und schaffte es bis Kriegsende einer Gefangennahme zu entgehen.

### Leben nach dem Krieg

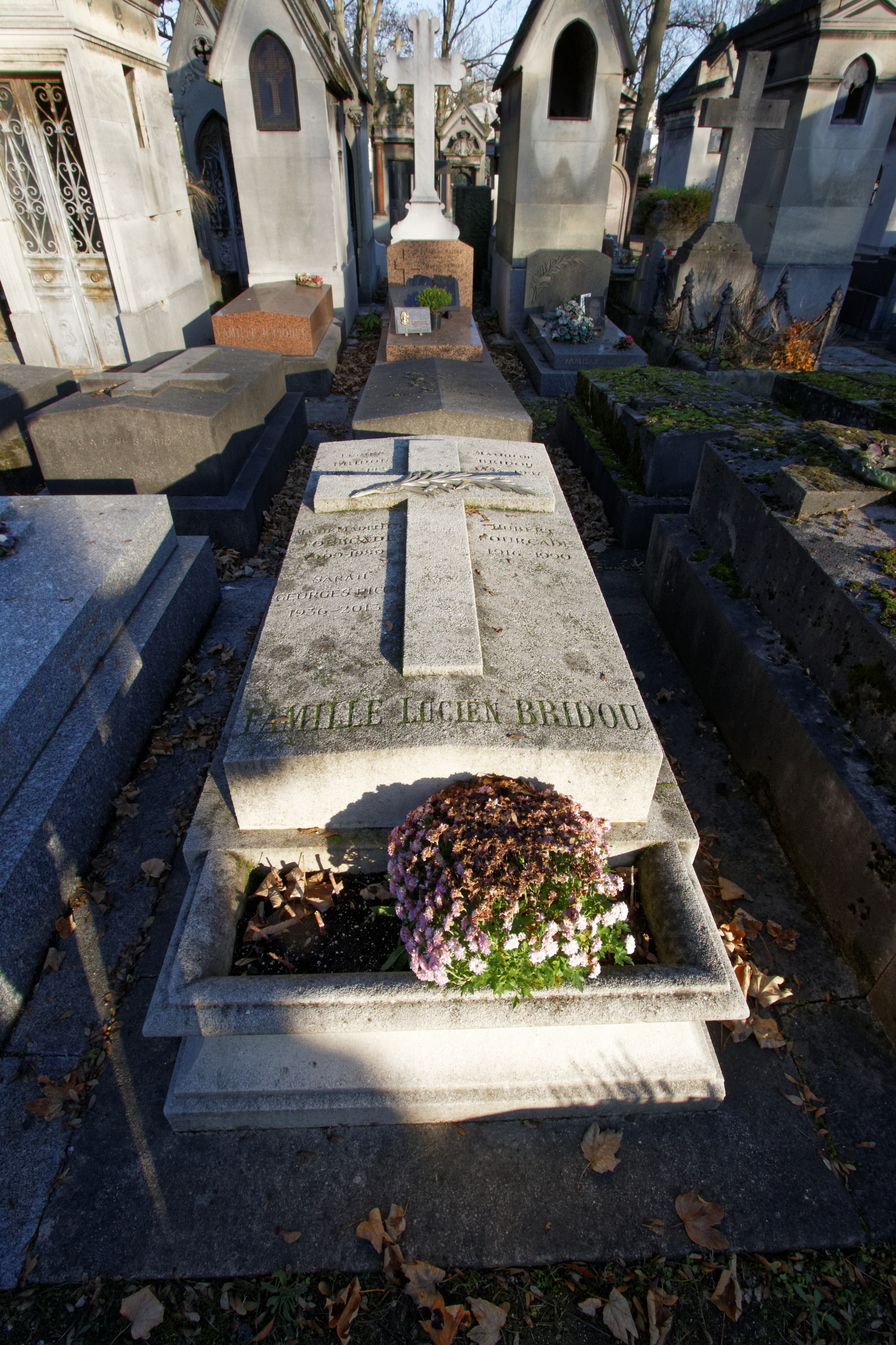
Grab auf dem Friedhof Père-Lachaise

Fourcade organisierte die Veröffentlichung des Mémorial de l’Alliance, das den 429 Toten der Widerstandsgruppe gewidmet war. Außerdem pflegte sie ihre zahlreichen Kontakte zu ehemaligen Widerstandskämpfern und Überlebenden.
Trotz ihrer hohen Position im französischen Widerstand als Anführerin des am längsten bestehenden Spionagenetzwerks zählte Charles de Gaulle sie nicht zu den 1038 Personen, die er als Widerstandshelden bezeichnete (darunter nur 6 Frauen insgesamt). Sie erhielt nicht den Ordre de la Libération, obwohl ihr Ex-Mann Édouard Méric diesen verliehen bekam.
Sie heiratete erneut, nahm dabei den Nachnamen Fourcade an und bekam weitere Kinder. Mit ihrem Mann kämpfte sie für den Wahlsieg von Charles de Gaulle und wurde schließlich selbst Mitglied des Europäischen Parlaments. So setzte sie sich für das Ende des Libanesischen Bürgerkriegs und für die Anklage gegen Klaus Barbie in Lyon ein.
Ab 1962 war Fourcade Vorsitzende des Widerstandskomitees sowie einer Jury, die 1981 über die Ehre von Maurice Papon zu befinden hatte. Sie wurde als Kommandeur der Ehrenlegion ausgezeichnet und war Vizepräsidentin der Internationalen Union des Widerstands.
Marie-Madeleine Fourcade starb am 20. Juli 1989 im Alter von 80 Jahren im Pariser Militärkrankenhaus Val-de-Grâce. Die Regierung und die wenigen Überlebenden der Widerstandsgruppe  erwiesen ihr am 26. Juli 1989 im Invalidendom die letzte Ehre. Sie ist damit die erste Frau, für die dort eine Begräbnisfeier abgehalten wurde. Sie wurde anschließend auf dem Cimetière du Père-Lachaise in Paris beerdigt.

## Noah’s Ark
Fourcade veröffentlichte 1968 mit dem Buch L’Arche de Noé ihre Kriegserfahrungen, das später unter dem Titel Noah’s Ark in gekürzter Form ins Englische übersetzt wurde. Darin beschreibt sie, wie sie als junge Frau Anfang 30 Leiterin des Geheimdienst-Netzwerks wurde. Der Name des Buches ist ein Verweis auf den Namen, den die Nationalsozialisten dem Netzwerk gegeben haben, weil es seinen Mitgliedern Tiernamen als Codenamen zugewiesen hat. Fourcades war Igel. Ihre Aufgabe war es, Informationen über die deutschen Truppen- und Flottenbewegungen und die Logistik in Frankreich zu sammeln und diese Informationen über ein Netzwerk geheimer Funksender und Kuriere nach Großbritannien zu übermitteln. Es war eine äußerst gefährliche Arbeit, viele der engsten Mitarbeiter von Fourcade wurden von der Gestapo gefangen genommen, gefoltert und getötet. Einige konnten jedoch entkommen, darunter auch Fourcade selbst, die sich zweimal der Gefangennahme entziehen konnte. Am 10. November 1942 mit ihren Mitarbeitern verhaftet, konnte sie durch einen Glücksfall fliehen und wurde mit dem Flugzeug nach London gebracht, von wo aus sie das Netzwerk weiter leitete. Nachdem sie nach Frankreich zurückgekehrt war, um das Netzwerk vor Ort zu leiten, wurde sie ein zweites Mal gefangen genommen. Doch ihr gelang abermals die Flucht. Sie zog sich in den frühen Morgenstunden nackt aus und konnte ihren zierlichen Körper zwischen die Gitterstäbe des Zellenfensters zwingen. Am Ende des Krieges wurde sie für ihre Dienste ausgezeichnet.
Das Vorwort zu der britisch-amerikanischen Übersetzung wurde von Kenneth Cohen verfasst, der in der Kriegs- und Nachkriegszeit ihr „Controller“ bzw. Ansprechpartner im Secret Intelligence Service war; sie wiederum wurde Patin seines Sohnes.